# Blace (Chorwacja)
Blace – wieś w Chorwacji, w żupanii dubrownicko-neretwiańskiej, w gminie Slivno. W 2011 roku liczyła 317 mieszkańców.